# Le Mariage de mademoiselle Beulemans (film, 1950)
Pour les articles homonymes, voir Le Mariage de mademoiselle Beulemans (homonymie).
Pour plus de détails, voir Fiche technique et Distribution.
Le Mariage de Mlle Beulemans est un vaudeville franco-belge tourné en 1950 par André Cerf, d'après la pièce Le Mariage de Mlle Beulemans datant de 1910.

## fiche technique
- Titre original : Fientje Beulemans
- Réalisation : André Cerf
- Assistants réalisateur : Jean Leduc, Claude Sautet
- Scénario : d'après la pièce éponyme de Fernand Wicheler et Frantz Fonson
- Direction artistique : Lucien Fonson
- Décor : René Moulaert
- Photographie : Marc Fossard
- Montage : Isabelle Elman
- Son : Jean Bertrand
- Musique : Richard Cornu
- Format : Noir et blanc -
- Genre : Vaudeville
- Date de sortie : 
  - France - 27 décembre 1950[réf. nécessaire]
  - France - 23 février 1951 (selon Encyclociné)

## Distribution
- Francine Vendel : Suzanne Beulemans, la fille d'un brasseur bruxellois, fiancée à un Belge mais qui a un penchant pour un Français
- Christian Alers : Albert Delpierre, un jeune Français venu apprendre la brasserie chez M. Beulemans, dont Suzanne s'éprend bien que fiancée à Séraphin
- Saturnin Fabre : M. Delpierre, le père d'Albert
- Pierre Larquey : le curé et oncle de Suzanne
- Hubert Daix : M. Beulemans, le père brasseur de Suzanne
- Elise Bernard : la mère de Suzanne
- Raoul Leclerc : Séraphin Meulemeester, le fiancé de Suzanne qui lui annonce un jour qu'il a à la fois une bonne amie et un enfant